# Japonský hrad

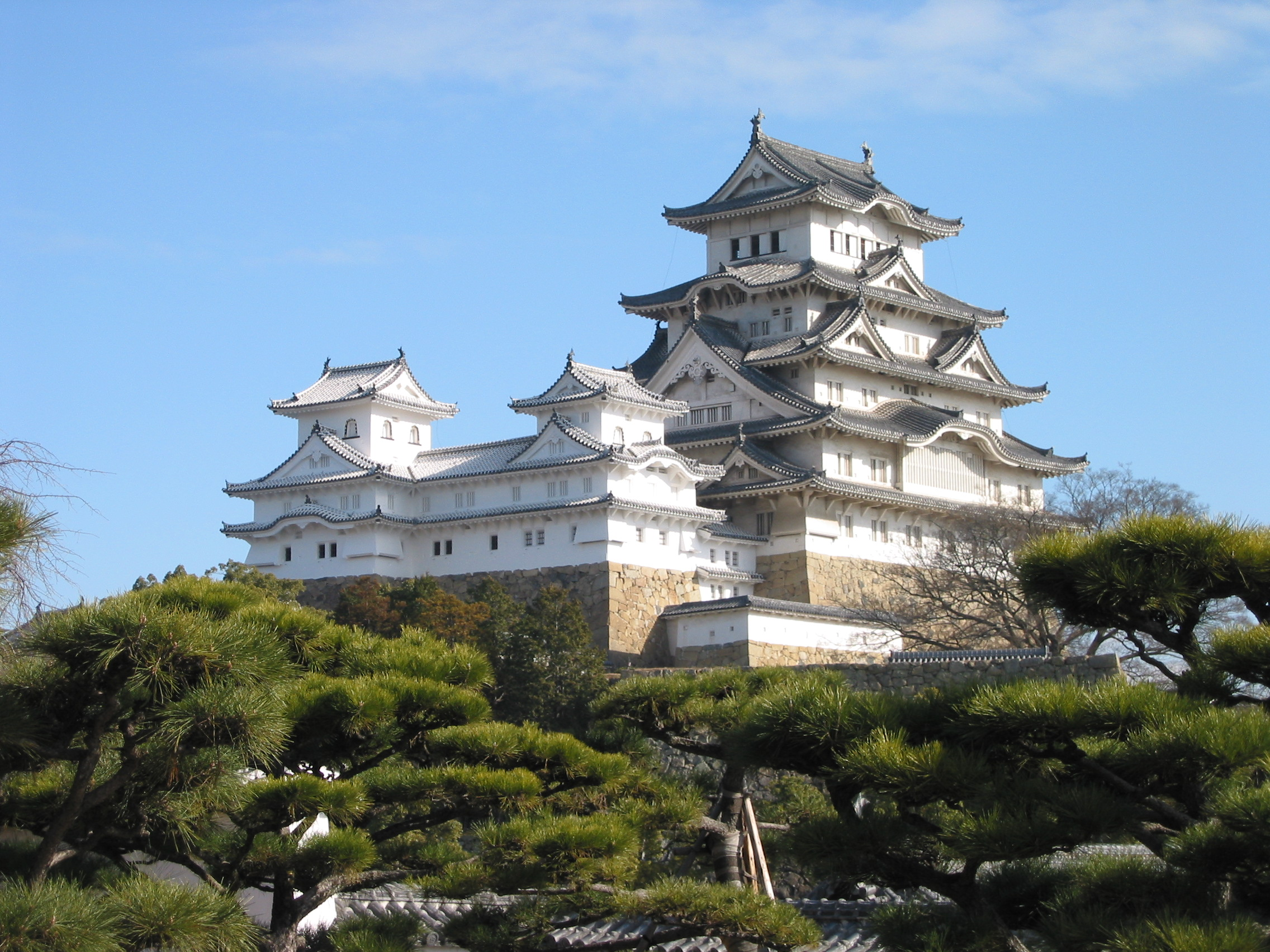
Hrad Himedži, v prefektuře Hjógo, je nejnavštěvovanějším hradem v Japonsku, je rovněž zapsán na seznamu Světového dědictví

Japonské hrady (japonsky 城, širo nebo džó) jsou středověké pevnosti postavené primárně ze dřeva a kamene. Vyvinuly se z dřevěných palisád a do své nejznámější podoby se dostaly v 16. století. Hrady v Japonsku byly stavěny za účelem chránit strategická a důležitá místa, jako jsou přístavy, říční přechody nebo křižovatky, kdy téměř vždy byly začleněny do krajiny tak, aby se krajina stala součástí jejich obrany.
Přestože byly postaveny tak, aby vydržely a na jejich stavbu bylo použito více kamene než na většinu japonských staveb, hrady byly stále stavěny primárně ze dřeva a mnoho z nich bylo v průběhu let zničeno. Zejména to platilo v období Sengoku (1467–1603), kdy řada hradů byla postavena. Mnoho z nich bylo přestavěno ještě v období Sengoku, rovněž v období Edo (1603–1867), které následovalo, později se z hradů staly často muzea nebo kulturní památky. Dnes v Japonsku existuje více než stovka zachovalých nebo částečně zachovalých hradů. Odhaduje se, že jich existovalo až 5 000. Některé hrady, jako je třeba Macue nebo Kóči, jež byly postaveny v roce 1611, si zachovaly svojí původní podobu hlavních budov. Naproti tomu hrad Hirošima je pravý opak, hrad byl takřka kompletně zničen při atomovém bombardování, kde se zachovalo jen několik původních kamenných zdí a byl rekonstruován do původní podoby v roce 1958, od té doby slouží jako muzeum.
Znak pro hrad 城, se sám o sobě čte jako širo (kun’jomi), pokud je součástí slova, tak se čte jako džó (on’jomi), například v názvu konkrétního hradu. Lze uvést hrad Himedži, kde je zapsán japonsky jako 姫路城 (Himedži-džó).

## Historie

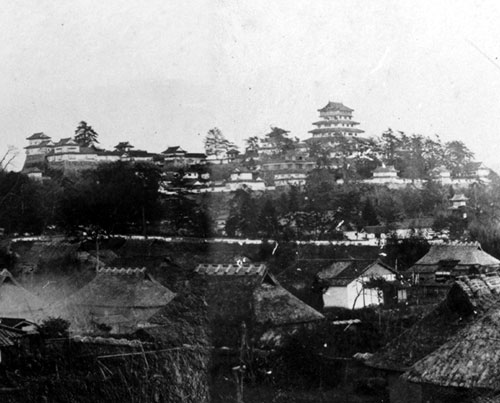
Hrad Cujama byl typickým hradem na kopci

Hrady byly původně koncipovány jako vojenské pevnosti a především stavěny na strategický místech, podél obchodních cest, říčních přechodů a nebo na různých křižovatkách. Přestože se hrady stavěly především k těmto účelům, v průběhu staletí se začaly využívat i jako centra správy. Od období Sengoku začaly sloužit jako domovy daimjóů (大名), s účelem zaujmout a zastrašit soupeře svou nejen svou obranyschopnosti ale i svou velikostí, architekturou a interiérem. V roce 1576 Nobunaga Oda byl jeden z prvních, který postavil hrad tohoto typu a to hrad Azuči, který byl prvním japonským hradem, jež měl hlavní hradní věž (japonsky 天守閣, tenšukaku) a byl inspirací pro Hidejoši Tojotomia při stavbě Ósackého hradu, rovněž byl inspirací při stavbě hradu Edo, který nechal postavit Iejasu Tokugawa. Hrad Azuči sloužil jako správní centrum pro území, která byla kontrolována Odou, rovněž sloužil jako jeho dům, který byl velmi honosný, mimo jiné byl vystavěn na strategickém místě. Krátká vzdálenost mezi Kjótem, které bylo dlouhodobě terčem útoků, a hradem Azuči, zajištovala dobrou kontrolu nad dopravními a komunikačními trasami Odových nepřátel.
Tenšukaku byla v období míru využívána převážně jako skladiště, ve válečném odbdobí sloužila jako opevněná věž. Úřady a rezidence daimjóů se necházely v jednopatrových budovách, byly poblíž tenšu a okolních jagur (櫓, věžiček). Jedinou výjimkou byl Nobunaga Oda, který sídlil v tenšu svého hradu Azuči.
Před obdobím Sengoku (zhruba v 16. století) se většina hradů nazývala jamaširo (山城, „horský hrad“). Ačkoliv byly pozdější hrady stavěny na vrcholkách kopců a hor, tyto byly stavěny z hor. Veškerá zeleň, včetně stromů, byla odstraněna a zdroje hory (hlína a kámen) byly vytesány do hrubého opevnění. Příkopy byly vykopány, tak aby představovaly překážky pro případné nepřátele, rovněž bylo možné do příkopu svalit balvany na útočníky. Příkopy byly vytvořeny odkloněním horských potoků. Budovy se primárně stavěly z proutí a dřeva s doškovými střechami, příležitostně byly střechy z dřevěných šindelů. Malé otvory ve stěnách nebo prknech mohly sloužit k nasazení luků nebo střelbě z děl. Hlavní nevýhodou tohoto typu staveb byla celková nestabilita. Sláma se vznítila daleko rychleji než dřevo, povětrnostní vlivy a půdní eroze zabránily tomu, aby stavby byly obzvláště velké nebo těžké. Nakonec se začaly používat kamenné podezdívky, které obalovaly vrchol kopce vrstvou drobných oblázků a na ni pak vrstvou větších kamenů bez malty. To umožnilo stavbu daleko mohutnějších a stálejších budov.

### Raná opevnění

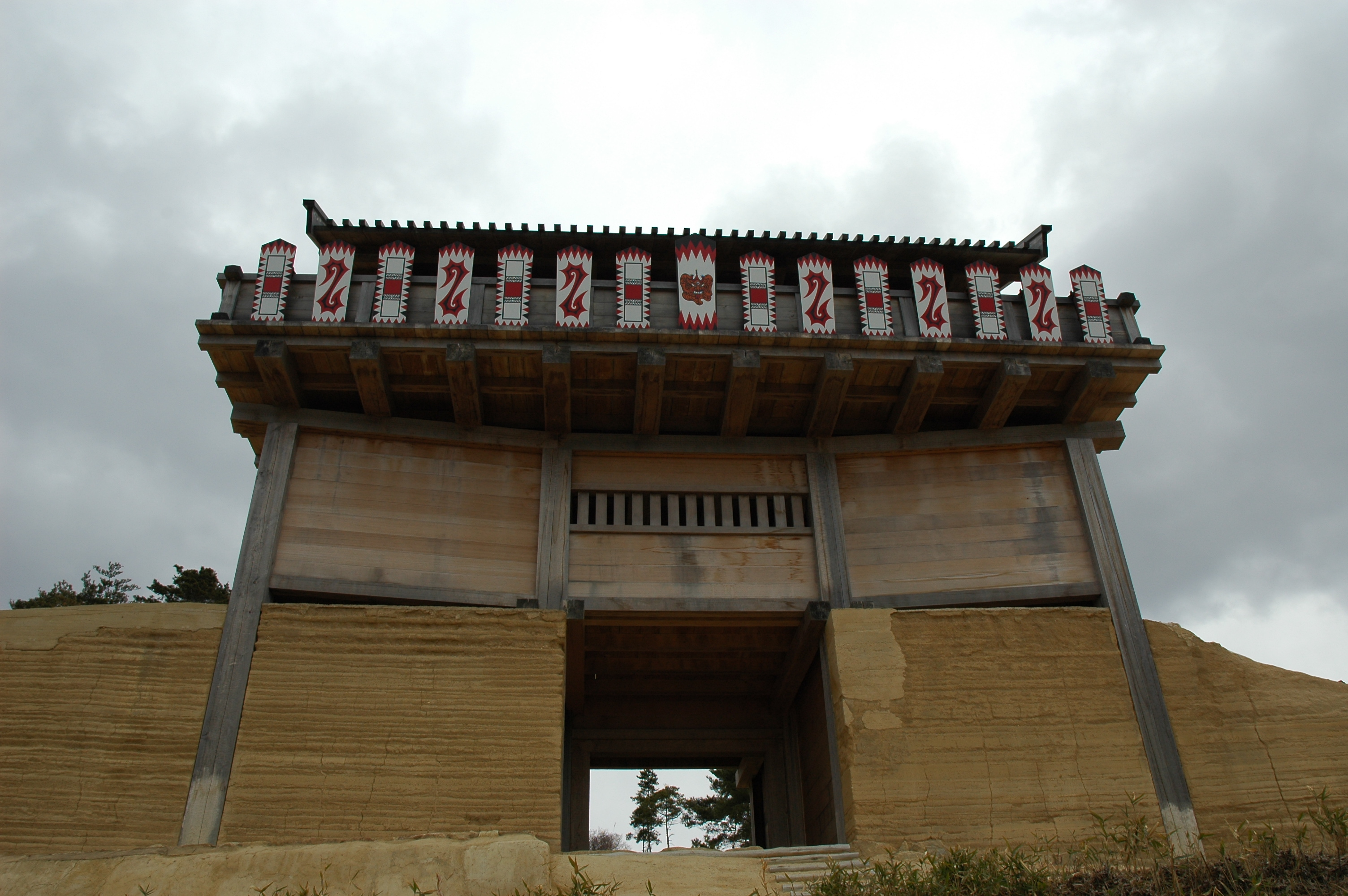
Rekonstruovaná západní brána hradu Ki

První opevnění v Japonsku připomínala hrady velice vzdáleně. Primárně byla stavěna z hlíny a dřeva. Stavby využívaly daleko více přirozenou obranu a topografii místa než cokoli, co do té doby vytvořil člověk. Tyto stavby, označované jako kógoši a čaši (チャシ, pro hrady Ainuů), nebyly nikdy nebyly zamýšleny pro dlouhodobou obranu, natož obydlí; domorodí obyvatelé souostroví stavěli opevnění, jen když je potřebovali a poté je podle potřeby opouštěli.
Lidé z Jamatského etnika začali intenzivně stavět města již na začátku 7. století. Jednalo se o rozsáhlé palácové komplexy, obklopené ze čtyř stran hradbami a impozantními branami. Po celé krajině byly také budovány zemní valy a dřevěné pevnosti na obranu území před domorodci Emiši, Ainuy a ostatními skupinami domorodých obyvatel, na rozdíl od předešlých primitivních staveb se jednalo o relativně stálé stavby, které byly budovány v době míru. Ty byly z velké části vybudovány jako rozšíření přírodních prvků a často je tvořily pouze zemní valy a dřevěné zátarasy.
Pevnost v Dazaifu z období Nara, z níž se po staletí řídilo a bránilo celé Kjúšú, byla původně konstruována tímto způsobem a její pozůstatky jsou patrné dodnes. Kolem pevnosti byl vybudován val, který sloužil jako příkop a využíval se k obraně pevnosti; v souladu s tehdejší vojenskou strategií a filozofií se plnil vodou pouze v době konfliktu. V japonštině ji nazývali jako mizuki (水城), což znamená „vodní pevnost“.
Přestože byly dřevěné a hliněné stavby poměrně jednoduché, byly navržené tak, aby ohromovaly stejně dobře stejně tak, jako aby fungovaly efektivně proti útoku. Korejská a čínská architektura v tomto období významně ovlivnila zevření japonských staveb, včetně opevnění. Pozůstatky nebo zříceniny některých z pevností, které se výrazně lišily od pozdějších, jsou dodnes k vidění v některých částech Kjúšú a Tóhoku.

### Středověk
V období Heian (794–1185) došlo ke změněně; od potřeby bránit celý stát před útočníky, začali daimjóové bránit jednotlivá sídla nebo území jeden před druhým. Ačkoliv se v severní části ostrova Hokkaidó (Tóhoku) stále odehrávaly boje proti původním obyvatelům, ke konci období nastal vzestup třídy samurajů a objevily se různé spory mezi šlechtickými rody, které se přetahovaly o moc a vliv na císařském dvoře. Primárním problémem obrany souostroví již nebyly domorodé kmeny nebo cizí útočníci, ale spíše vnitřní konflikty v Japonsku, mezi soupeřícími samurajskými klany nebo jinými stále početnějšími a mocnějšími frakcemi, v důsledku čehož se obranné strategie a postoje musely změnit a přizpůsobit. Jak se objevovaly frakce a měnila se loajalita, klany a frakce, které pomáhaly císařskému dvoru, se stávaly nepřáteli a obranné sítě byly přerušeny nebo se změnily v důsledku měnících se spojenectví.
Genpeiská válka (1180–1185) mezi klanem Minamoto a klanem Taira a války mezi císařskými dvory, Severním a Jižním, v období Nanbokučó (1336–1392), byly události, které definovaly vývoj v tomto období, jež se rovněž dá nazvat jako obdobím japonského středověku.
Opevnění byla stále stavěna ze dřeva a z velké části založena na původních stavitelských postupech a rovněž stále ovlivněna Čínou a Koreou. Postupně se však stávala stále většími, přičemž do komplexu bylo začleněno více budov, tak aby byl schopen pojmout větší armády. Rovněž byly koncipovány tak, aby měly delší životnost. Jednalo se o způsob opevnění, který se postupně vyvinul z původních metod a používal se po celou dobu válek v období Heian. Tento způsob výstavby se rovněž uplatnil na obranu břehů Kjúšú před útokem vojsk Mongolů během mongolské invaze do Japonska, která probíhala ve 13. století. Masašige Kusunoki nechal postavit hrady Čihaja a Akasaka, tak aby byly z vojenského hlediska co nejúčinnější. Hrady byly velké hradní komplexy, avšak postrádaly vysoké věže a hradby byly postavené pouze ze dřeva.
Šógunát Ašikaga, který vznikl v polovině 30. let 13. století, měl na souostroví slabou pozici a více než sto let udržoval relativní mír. Během šógunátu a po celé období Sengoku, se konstrukce a organizace hradů dále rozvíjela. Hrady se staly více propracovanějšími a víceúčelovými, s řadou staveb, z nichž některé byly vnitřně poměrně složité, protože nyní sloužily současně jako obydlí, velitelská centra a k dalším účelům.

#### Sengoku

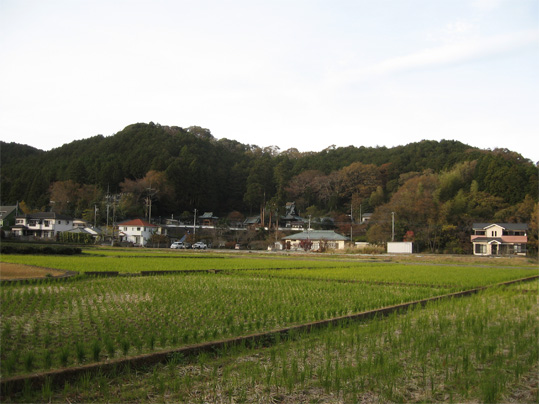
Hrad Kacurajama, který byl zničen během obléhání Kacurajamy v březnu roku 1557

Válka Ónin, která vypukla v roce 1467, započala rozsáhlé vojenské konflikty mezi daimjóy, které se odehrávaly na celém souostroví a trvaly 147 let (období Sengoku). Po dobu trvání války Ónin (1467–1477) se celé město Kjóto stalo bojištěm a utrpělo rozsáhlé škody. Během tohoto desetiletého období se šlechtická sídla po celém městě stále více opevňovala a město se jako celek snažilo izolovat od armád samurajů, které ovládaly oblast po více než sto let.
Když se z regionálních úředníků a dalších stali daimjóové, daimjóové začali rychle rozšiřovat svá mocenská zázemí, zabezpečovat svá hlavní sídla a budovat další opevnění na důležitých a strategických místech. Původně byly koncipovány jako čistě obranné (válečné) stavby nebo jako bunkry, kde mohl dajmió bezpečně přečkat, pokud bylo jeho území napadeno. Během období Sengoku bylo mnoho těchto hradů přestavěno na stálá sídla s propracovanými exteriéry a honosnými interiéry.
V tomto období se objevily počátky tvarů a stylů, které jsou dnes považovány za „klasický“ styl japonských hradů. Rovněž se poprvé objevila a začala vyvíjet hradní města, neboli jókamači (城下町, „město pod hradem“). Navzdory tomuto vývoji však po většinu období Sengoku zůstaly hrady v podstatě většími a složitějšími verzemi jednoduchých dřevěných opevnění, která se stavěla dříve. K drastickým změnám došlo až v posledních 30 letech období válčících států. Změny vedly ke vzniku architektonického směru, který se dá označovat jako směr z období Azuči-Momojama, typickým příkladem je hrad Himedži, který se stal dějištěm mnoha bitev, v nichž se objevily i střelné zbraně.

### Období Azuči-Momojama

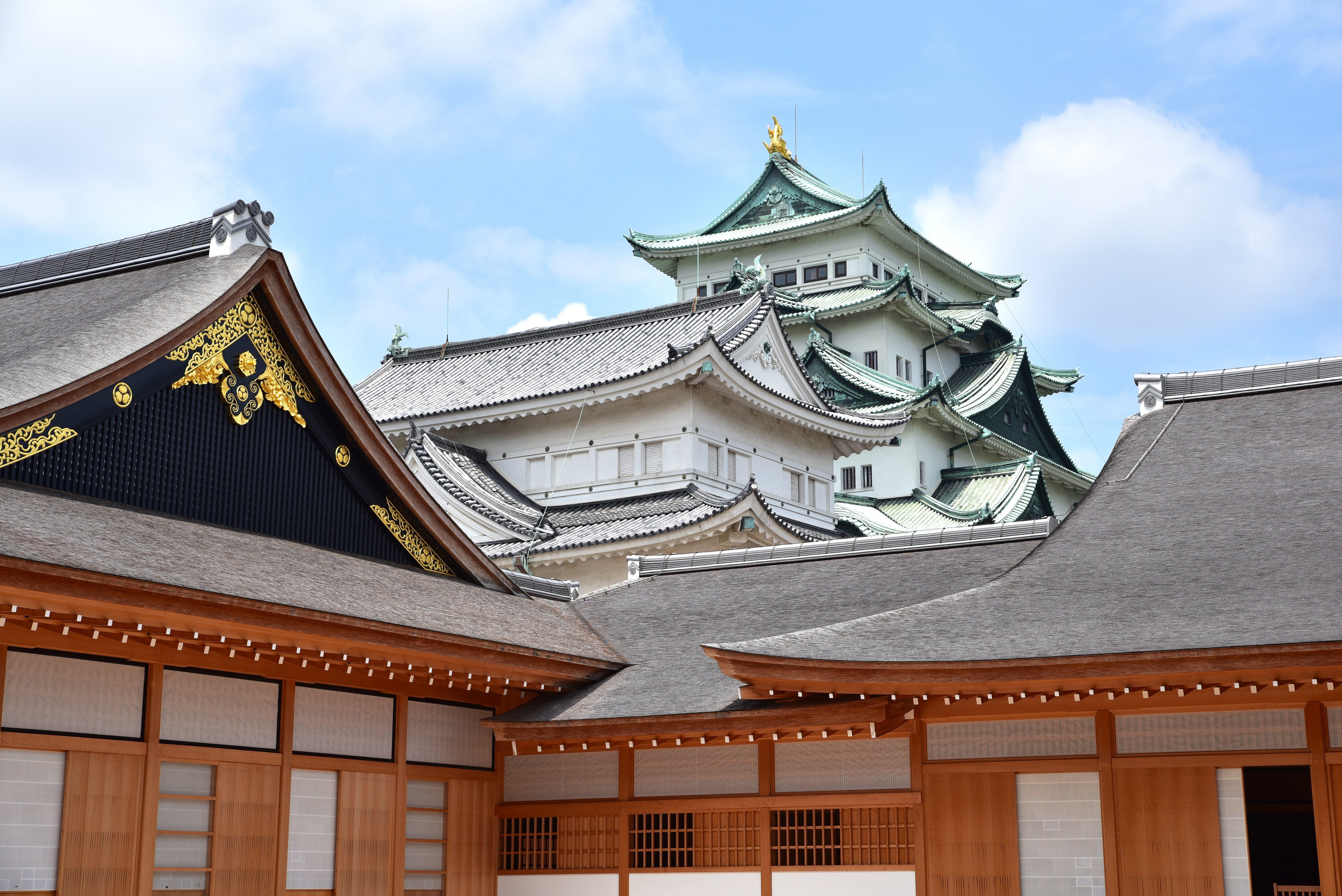
Nagojský hrad

Na rozdíl od Evropy, kde příchod kanónů znamenal konec éry hradů, výstavbu japonských hradů naopak vznik střelných zbraní podnítil. Poprvé se v Japonsku objevily střelné zbraně až v roce 1543, kdy Portugalci dovezli první muškety. Hradní architektura reagovala téměř okamžitě. Hrad Azuči, postavený v 70. letech 15. století, byl prvním příkladem hradu, který reagoval na dovoz střelných zbraní do Japonska, s velkým kamenným podstavcem (武者返し, muša-gaeši), se složitým soustředným uspořádáním motte (丸, maru) a vysokou hradní věží. Hrad se navíc nacházel na rovině, nikoli na hustě zalesněné hoře a jeho ochrana se opírala spíše o architekturu a obranu vytvořenou člověkem než krajinou. Tyto rysy spolu s celkovým vzhledem a uspořádáním japonského hradu, který v té době již dospěl, se staly definicí stereotypního japonského hradu. Spolu s Hidejošiho hradem Fušimi-Momojama, udává hrad Azuči název celého období Azuči-Momojama, v němž hrady určené k vojenským účelům vzkvétaly.

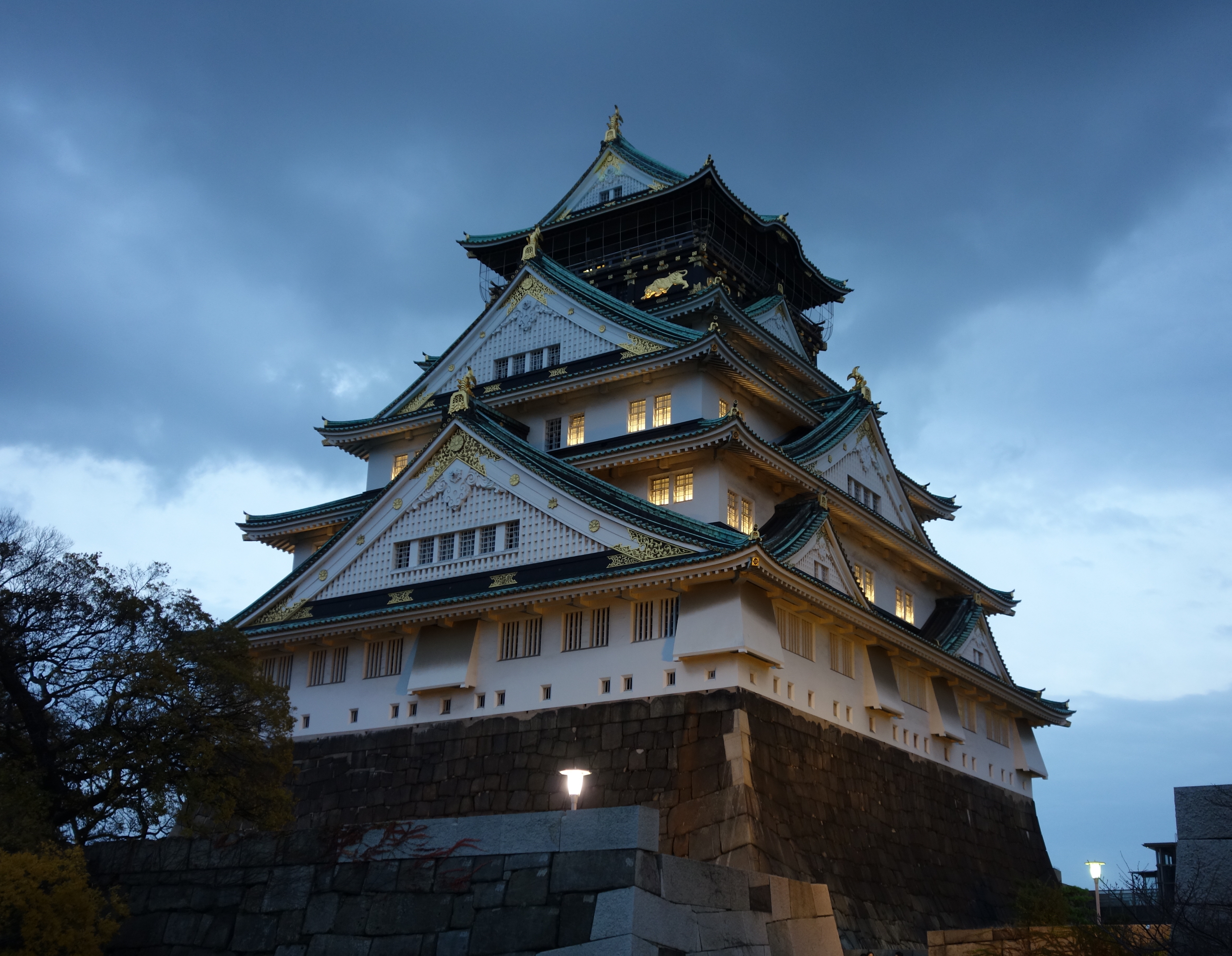
Ósacký hrad

Ósacký hrad byl zničen dělostřelectvem, jeho dnešní donjon je pouhou replikou, která se vyjímá v okolí Ósaky. Příchod arkebuz změnil dosud používané bojové taktiky v Japonsku. Hrady se začaly upravovat tak, aby byly lépe přizpůsobeny v obraně proti boji na dálku. Ačkoli lukostřelecké souboje tradičně předcházely samurajským bitvám již od období Heian, přestřelky s arkebuzami měly mnohem dramatičtější vliv na výsledek bitvy. Boj zblízka, ačkoli stále velmi běžný, byl omezen na úkor koordinovanému používání střelných zbraní.
Oda Nobunaga, který byl jeden z nejlepších velitelů v koordinovaném taktickém použití nových zbraní, postavil svůj hrad Azuči s ohledem na nový způsob boje a od té doby je hrad Azuči považován za vzor. Masivní kamenné základy odolávaly poškození kulkami z arkebuz daleko lépe než dřevo nebo zemní valy. Celková rozloha komplexu přispívala k obtížnosti v jeho zničení. Vysoké věže a poloha hradu na rovině poskytovaly lepší výhled, ze kterých mohla posádka používat své zbraně. Složitý systém nádvoří a předhradí poskytoval obráncům další možnosti k znovuzískání částí hradu, které případně padly do rukou nepřítele.
Děla byla v Japonsku velmi vzácná, slévárny především odlévaly bronzové zvony a nebyly vhodné pro odlévání železa a oceli pro výrobu děl. Děla šla odkoupit od příchozích cizinců, ale byla velmi drahá. Mnoho děl bylo převzato z připluvše lodí z Evropy. Některé hrady se pyšnily tím, že měly skutečná děla, ale předpokládá se, že se jednalo spíše o arkebuzy velkého kalibru, které neměly sílu skutečných děl. Při obléhání se v Japonsku nejčastěji používaly trebuchety a katapulty čínského typu.